# Пачин, Савелий Тимофеевич
Саве́лий Тимофе́евич Па́чин (род. 1942, совхоз Магаджановский, Новороссийского района, Актюбинской области) — казахстанский политик, аким Актюбинской области.
После окончания средней школы в 1958 г. работал бетонщиком, электросварщиком на строительстве Петропавловской ТЭЦ-2. В 1961—1965 гг. проходил службу в Советской армии. С 1965 г. — студент Московского гидромелиоративного института. Окончил Московский гидромелиоративный институт (1971 г., по специальности «инженер-механик»). Член КПСС до 1991 г. С 1995 по 1996 год был директором завода Актюбгентген. Были предприняты попытки возбудить против него уголовное преследование. Опасаясь ареста, летом 1996 года переехал на постоянное место жительство в Подмосковье и принял российское гражданство 13 августа 1996 года.
Был задержан 23 апреля 1997 правоохранительными органами города Королёва согласно ходатайству Генпрокуратуры Республики Казахстан о его выдаче, но в ходатайстве было отказано по причине российского гражданства.
В России занялся предпринимательством.